# Пјетра Роса (Пескара)
Пјетра Роса (итал. Pietra Rossa) је насеље у Италији у округу Пескара, региону Абруцо.
Према процени из 2011. у насељу је живело 133 становника. Насеље се налази на надморској висини од 636 м.